# Siaosi Sovaleni
Siaosi 'Ofakivahafolau Sovaleni (Ngele'ia, 28 febbraio 1970) è un politico tongano, già primo ministro delle Tonga.

## Biografia
Ministro del governo e membro dell'Assemblea legislativa di Tonga, dal 2014 al 2017 è stato Vice Primo Ministro di Tonga e dal 15 dicembre 2021 svolge l'incarico di Primo Ministro.
Sovaleni è di Ngele'ia, a Tongatapu. Ha studiato presso l'Università di Auckland in Nuova Zelanda, laureandosi con un Bachelor of Science in informatica nel 1992. Successivamente ha completato un Master presso l'Università di Oxford e un MBA presso l'Università del Pacifico del Sud a Suva, Figi. Ha lavorato come funzionario pubblico per il Ministero delle finanze di Tonga dal 1996 al 2010, prima di lavorare per la Pacific Community e l'Asian Development Bank. È tornato a Tonga nel 2013 per lavorare come amministratore delegato del ministero delle Imprese pubbliche.
Sovaleni è stato eletto per la prima volta in Parlamento alle elezioni generali tongane del 2014 e nominato vice primo ministro e ministro dell'ambiente e delle comunicazioni nel gabinetto di 'Akilisi Pōhiva. In qualità di ministro delle Comunicazioni, nel 2015 ha approvato due progetti di legge che consentono la censura di Internet.
Nel settembre 2017 è stato licenziato per slealtà per aver sostenuto la decisione del re Tupou VI di licenziare il Primo Ministro, sciogliere il Parlamento e indire nuove elezioni. Ha partecipato alle elezioni generali di Tonga 2017 ed è stato rieletto come unico deputato non DPFI a Tongatapu. Successivamente ha contestato la Premiership con Pohiva, ma è stato sconfitto con 12 voti a 14.
Dopo la morte di 'Akilisi Pōhiva, Sovaleni ha sostenuto Pohiva Tu'i'onetoa come Primo Ministro. Fu nominato ministro dell'Istruzione e della formazione nel gabinetto di Tu'i'onetoa. È stato rieletto alle elezioni del 2021 ricevendo il maggior numero di voti di tutti i candidati per qualsiasi seggio. Nei negoziati post-elettorali è emerso come uno dei due principali contendenti per la Premiership, insieme ad ʻAisake Eke. Il 15 dicembre 2021 è stato eletto Primo Ministro, sconfiggendo Eke con 16 voti.